# Appleby Castle
Appleby Castle er en middelalderborg, der ligger i Appleby-in-Westmorland med udsigt til floden Eden.
Den består af et keep fra 1100-tallet, kendt som Caesar's Tower, og en herregård. Sammen med diverse andre bygninger er placeret omkring en borggård med en ringmur omkring.
Caesar's Tower og herregårds-bygningen er begge klassificeret af National Heritage List for England som listed buildings af første grad. De ubeboede dele af borgen er scheduled ancient monument.